# Aérodrome de Châteaubriant - Pouancé
L’aérodrome de Châteaubriant - Pouancé ou aérodrome des Saulneries (code OACI : LFTQ) est un aérodrome civil, ouvert à la circulation aérienne publique (CAP), situé sur la commune de Pouancé en Maine-et-Loire (région Pays de la Loire, France), à 15 km à l’est de Châteaubriant en Loire-Atlantique.
Il est utilisé pour la pratique d’activités de loisirs et de tourisme (aviation légère, hélicoptère et aéromodélisme).

## Installations
L’aérodrome dispose d’une piste en herbe orientée est-ouest (10/28), longue de 720 mètres et large de 50.
L’aérodrome n’est pas contrôlé. Les communications s’effectuent en auto-information sur la fréquence de 123,500 MHz.
S’y ajoutent :
- une aire de stationnement ;
- des hangars[2].

## Activités
- Aéroclub de Châteaubriant - Pouancé
- École de pilotage Mach 007